# Яя (острів)
Яя́ (рос. Яя) — дрібний острів у морі Лаптєвих, є частиною Новосибірських островів. Територіально належить до Республіки Саха, Росія.
Площа острова становить 0,038 км². Висота острова сягає всього 1 м.
Острів має форму атола, маючи в центрі лагуну.

## Відкриття
Острів був відкритий у вересні 2013 року під час авіаперельоту з Тіксі до військової бази Північний клєвер на острові Котельному. Назву отримав через те, що усі члени екіпажу хотіли назвати його і викрикували «Я, я, я!». У квітні 2014 року навколо острова здійснили ще один політ з метою його фотографування. 23 вересня 2014 року на острів висадились люди в ході навколосвітньої подорожі дослідницького судна «Адмирал Владимирский».
Директор Усть-Ленського заповідника Олександр Гуков висловив гіпотезу, що острів утворився на місці раніше зниклого Васильєвського острова, який існував до 1930-их років і пішов під воду разом з танувшим льодом.

## Відеоматеріали
- Территория России увеличилась на 500 квадратных метров (Вести Ямал) на YouTube
- Территория России увеличилась на 400 квадратных километров (РЕН ТВ) на YouTube

| Росія | Це незавершена стаття з географії Росії. Ви можете допомогти проєкту, виправивши або дописавши її. |